# Reynaldo dos Santos Silva
Reynaldo dos Santos Silva, als Spieler nur Reynaldo genannt, (* 24. August 1989 in Arapiraca) ist ein ehemaliger brasilianischer Fußballspieler.

## Karriere
Reynaldo spielte zunächst bei seinen Heimatvereinen Sport Recife und Náutico Capibaribe, bevor er im August 2008 nach Europa zum belgischen Spitzenklub RSC Anderlecht wechselte. Für diesen bestritt er jedoch erst ein knappes Jahr später, am 1. August 2009 (1. Spieltag der Saison 2009/10), sein Premierenspiel gegen KV Kortrijk, als ihn Trainer Ariël Jacobs sieben Minuten vor Spielende für Matías Suárez ins Spiel brachte, weitere zwei Einsätze folgten bis zum Jahresende.
Im Januar 2010 verlieh ihn der RSC Anderlecht für anderthalb Jahre an Ligakonkurrent Cercle Brügge. Hier konnte er sich in der ersten Mannschaft behaupten und konnte folgerichtig am 30. Januar 2010 gegen KV Mechelen sein erstes Profitor bejubeln.
Zur Saison 2011/12 kehrte Reynaldo wieder zu Anderlecht zurück, wurde jedoch nach der Hinrunde, in welcher er nur einen Kurzeinsatz hatte verbuchen können, für die Rückrunde an KVC Westerlo ausgeliehen. Seit Beginn der Spielzeit 2012/13 spielte er erneut für Anderlecht, wechselte jedoch in die höchste aserbaidschanische Liga zum Fußballverein Qarabağ Ağdam. Dort wurde er Meister und mit 22 Treffern Torschützenkönig.
Zur Rückrunde der Saison 2016/17 wechselte er zum türkischen Erstligisten Adanaspor und spielte hier eine halbe Spielzeit lang. Es folgten weitere Stationen bei FK Aqtöbe, erneut Qarabağ Ağdam, Ertis Pawlodar und zuletzt war er bis zum Ende des Jahres 2020 beim FC Dinamo Batumi in Georgien aktiv.

## Titel und Ehrungen
RSC Anderlecht
- Belgischer Meister: 2009/10, 2011/12

Qarabağ Ağdam
- Aserbaidschanischer Meister: 2013/14, 2014/15, 2016/17, 2018/19
- Aserbaidschanischer Pokalsieger: 2014/15

Persönliche Ehrung
- Premyer Liqası Torschützenkönig: 2013/14